# Tetrastigma crassipes
Tetrastigma crassipes är en vinväxtart som beskrevs av Jules Émile Planchon. Tetrastigma crassipes ingår i släktet Tetrastigma och familjen vinväxter. Inga underarter finns listade i Catalogue of Life.